# کارمن سیلوا
کارمن سیلوا (به انگلیسی: Carmen Sylva) نام مستعار و ادبی الیزابت ویت (زادهٔ ۱۸۴۳ - درگذشتهٔ ۱۹۱۶) ملکهٔ رومانی و در عین حال شاعر و نویسنده بود.

## زندگینامه
کارمن سیلوا با نام واقعی پولین الیزابت اوتیلی لوئیز زو ویت (به آلمانی: Pauline Elisabeth Ottilie Luise zu Wied) در ۱۸۴۳ در نویویت پروس زاده شد. او دختر هرمان ویت، شاهزادهٔ نویویت بود

## ازدواج
وی در ۱۸۶۹ با شاهزاده کارل یکم که بعدتر پادشاه رومانی شد ازدواج کرد. آنها صاحب یک دختر به نام ماریا شدند که هنگامی که تنها ۳ سال داشت در ۱۸۷۴ درگذشت.
ماریا تنها فرزند الیزابت و کارل بود و غم ناشی از مرگ او سبب شد تا الیزابت روی به فعالیت‌های ادبی آورد.

## زندگی ادبی
نخستین کارهای او دو شعر بود که با نام مستعار «کارمن سیلوا» و به طور خصوصی در ۱۸۸۰ در لایپزیگ به چاپ رسید. پس از آن آثار دیگری نیز از کارمن سیلوا همچون Stürme (۱۸۸۱) و Leidens Erdengang (۱۸۸۲) منتشر شد.

## درگذشت
کارمن سیلوا در سال ۱۹۱۶ در بخارست رومانی درگذشت.